# Fagulha

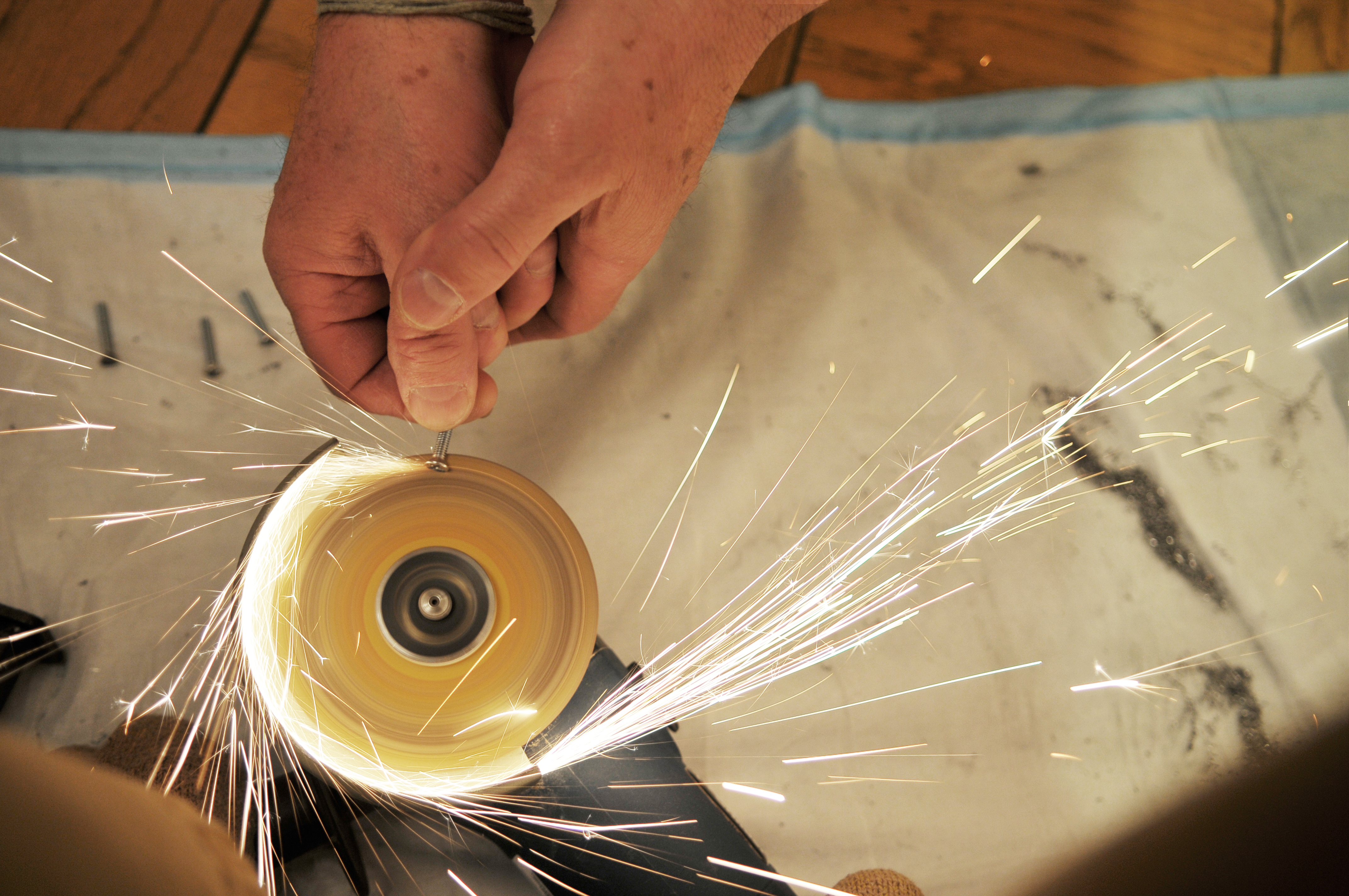
Fagulhas de um parafuso sendo trabalhado em uma esmerilhadeira

Uma fagulha é uma partícula incandescente. As fagulhas podem ser produzidas por pirotecnia, pela metalurgia ou como subproduto de incêndios, especialmente na queima de madeira.

## Na pirotecnia

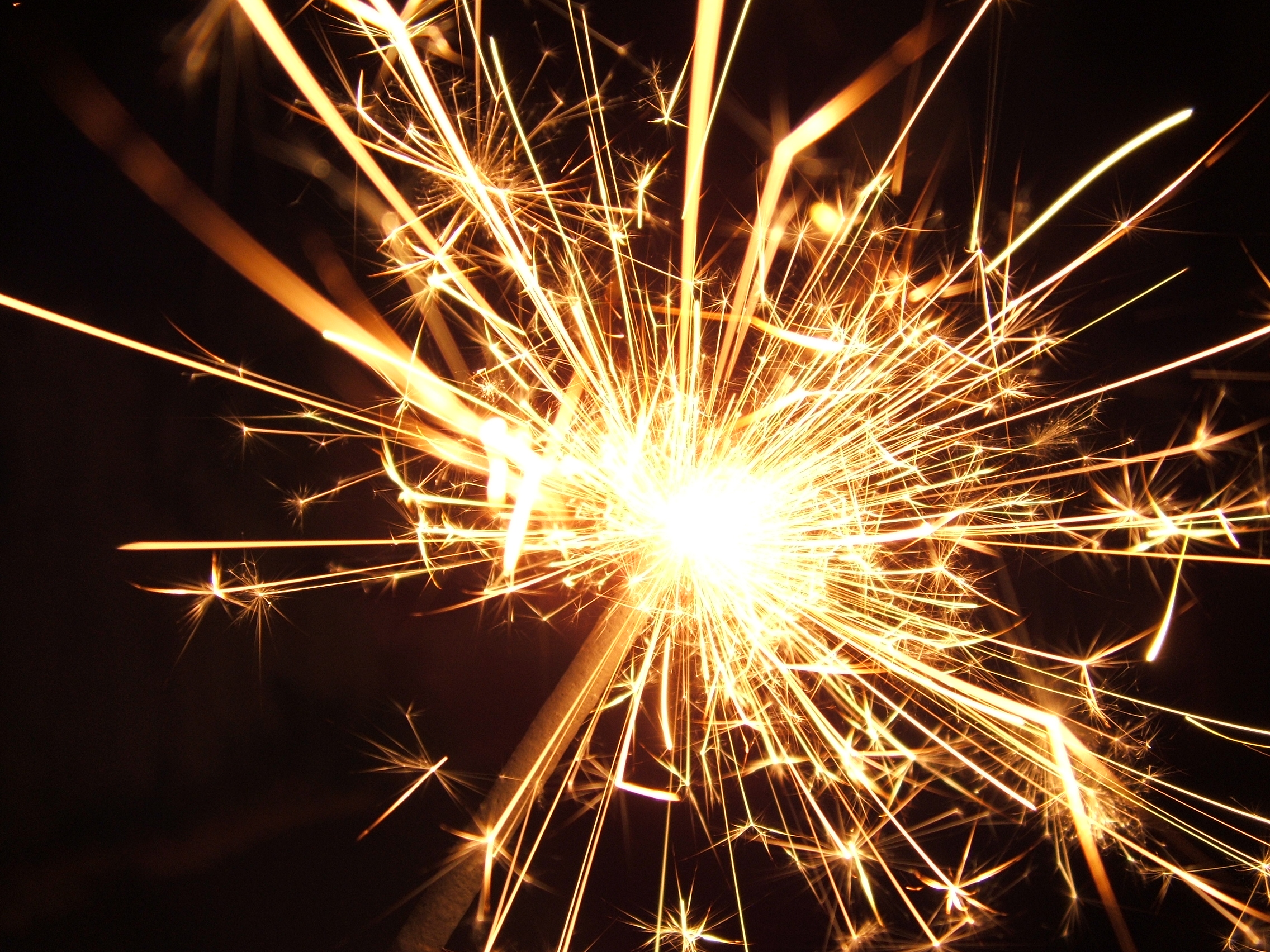
Fagulhas de pirotecnia.

Na pirotecnia, carvão, limalha de ferro, alumínio, titânio e ligas de metal como o magnésio podem ser usados para criar fagulhas.
O carbono queima explosivamente no ferro quente e isso produz fagulhas ramificadas.
Fagulhas exóticas podem ser obtidas do pó de érbio. Essas fagulhas alternam entre a combustão da superfície e a fase de vapor e, consequentemente, entre a emissão laranja (corpo preto) e verde (específica do elemento).
Os elementos de terras raras adjacentes, túlio, lutécio e ítrio também podem formar fagulhas que mudam de cor, embora a visibilidade de ambas as fases da mesma fagulha seja menos pronunciada devido a um ponto de ebulição inferior (Tm) ou superior (Y, Lu) do metal.
Metais com baixa condutividade térmica são especialmente bons na produção de fagulhas. O titânio e o zircônio são especialmente bons nesse aspecto e, portanto, agora são usados em fogos de artifício. O cobre, por outro lado, tem alta condutividade, e portanto, não serve para produzir fagulas. Por essa razão, ligas de cobre, como bronze-berílio, são usadas para fazer ferramentas de segurança que não produzam fagulhas tão facilmente.

## Pederneira e aço

Fagulhas de pederneira.

Robert Hooke estudou as fagulhas criadas ao bater um pedaço de sílex e aço. Ele descobriu que as fagulhas geralmente eram partículas de aço que haviam se tornado vermelhas e então derretidas em glóbulos. Essas fagulhas podem ser usadas para acender o pavio e, assim, iniciar um incêndio.
Na América colonial, pederneira e aço foram usados para acender fogueiras quando métodos mais fáceis falharam. Linho chamuscado era comumente usado como "isca" para pegar a faísca e iniciar o fogo, mas produzir uma boa fagulha, podia levar muito tempo. Uma roda de aço girando fornecia um bom fluxo de faíscas quando usava o mecanismo de pederneira, e uma caixa de pólvora projetada para fazer isso era conhecida como "moinho".
Em um isqueiro moderno ou "pederneira" manual, o ferro é misturado com cério e outras terras raras para formar a liga de ferrocério. Isso produz fagulhas prontamente quando raspado e queima mais quente do que o aço faria. Essa temperatura mais alta é necessária para inflamar o vapor do fluido de isqueiro.